# Дон Черрі
Дональд Юджин Черрі (англ. Donald Eugene Cherry, 18 листопада 1936 — 19 жовтня 1995) — американський джазовий трубач, бендлідер і мультиінструменталіст. Починаючи з кінця 1950-х років, він тривалий час грав у складі гуртів саксофоніста Орнетта Коулмана, зокрема на знакових альбомах фрі-джазу The Shape of Jazz to Come (1959) і Free Jazz: A Collective Improvisation (1961). Черрі також співпрацював окремо з такими музикантами, як Джон Колтрейн, Чарлі Гейден, Сан Ра, Ед Блеквелл, New York Contemporary Five та Альберт Ейлер.
Черрі випустив свій дебютний альбом як бендлідер, Complete Communion, у 1966 році. У 1970-х він став піонером у жанрі world music, поєднуючи елементи африканської, близькосхідної та індійської музики. Він був учасником гурту Codona на лейблі ECM, разом із перкусіоністом Наною Васконселосом і виконавцем на сітарі та таблі Колліном Волкоттом. Кріс Келсі з AllMusic назвав Черрі «одним із найвпливовіших джазових музикантів кінця XX століття».